# マイニングプール
マイニングプール（Mining pool）は暗号通貨で、協力関係にある多数のマイナーがマイニングすることを指す。1人でマイニングをすることをソロマイニングというのに対して、このように複数人数でマイニングを行うことをマイニングプールという。
ソロマイニングとは異なり、数年に1回ランダムにではなく、一貫してブロック報酬の一部を受け取ることができた。
マイニングプールで1人1人が持つハッシュパワーを集めるとマイニングが成功する可能性はあがる。こうすることで報酬すべてを独り占めすることはできないが、少なからずある程度の収入は得られる。

## マイニングプールの選び方
マイニングプールを選ぶ際にもっとも大切になってくるのはハッシュパワーである。ハッシュパワーというのはある範囲において、一定の時間内でどれほどのハッシュを生み出せるかを表しており、たくさんのハッシュを生み出したほうが報酬があがる可能性が高い。つまりマイニングプールを行うときはハッシュパワーが強いマイニングプールを選ぶことが重要となる。

## 歴史
- 2010年の後半にマイニングプールを立ち上げた。
- 2011年から2013年にネットワークハッシュレートの最大45%ｗｐ保有するdeepbitの時代が訪れる。
- 2013年から2014年にdeppbitからGHash.IOが最大のハッシュレートを占めるようになった。
- 2014年から2015年に中国が台頭してきて2013年5月に発売されたF2Poolが最大のマイニングプールとなった。
- 2016年から2018年に台頭してきたのはBitmainとAntpoolである。
- 2019年から2020年にPoolinが発売された。
- 2020年にBINANCEはHuobiとOKexに続いてマイニングプールを立ち上げました。ルクソールもまたアメリカを拠点としてマイニングプールを立ち上げました。

## マイニングプールシェア
- BTC.com (中国) 26.9%
- Antpool (中国) 13.4%
- SlushPool (チェコ) 11.3%
- ViaBTC (中国) 10.0%
- F2Pool (中国) 7.3%

今まで電気代が安いこと・土地が広いことを理由に中国がマイニングの中心だった。しかし、中国が暗号資産への規制を強めたことから、マイニングをするマシンを冷やすのに適している北欧に拠点をおいたマイナーグループが増加しているのが現実である。

## 代表的なマイニングプールの種類
AntPool
中国にあるマイニング会社「Bitmain」が運営している世界最大級のマイニングプールであり、マイニングプールに必要な機材開発も行っている。AntPoolでマイニングプールに参加するためにはBitmainが作っている機材のantminerを買う必要がある。
Nanopool
イーサリアムで3番目のシェア率を誇る。こちらのマイニングプールに参加するためにはグラフィックボードという機材を買わなくてはならない。
VIPPOOL
モナコイン (日本初の仮想通貨。) のプールの1つである。開設日は2014年2月3日。

## マイニングプールの方法
この章ではブロック報酬からプール料金を差し引いたものをBとし、ｐをマイニングを共有で行うことでブロックをみつける確率である。
ペイパーシェア
PPSアプローチはマイニングプールがブロックを発見する確率への貢献度に対してマイナーに対価が支払われるというものです。マイナーはマイニングプールの残高から支払われ、即座に引き出すことができる。この体制は支払いが分散するのを最小限にしする一方でリスクの多くをマイニングプールを運営者に移すことが可能となる。
ビットコインプールマイニング
最初、スラッシュのプールと呼ばれたマイニングプールが行われたため、ビットコインのマイニングプールはスラッシュのシステムと呼ばれている。そのビットコインプールマイニングは最近のものとは異なりより軽い重さを与えることができるブロックを用いている。新しいものはマイニングプールがブロックを発見した瞬間にマイナーが報酬を得ることで利益は最大化されているがそのためにラウンド中にプールが切り替わることでマイニングプールのシステムをごまかす能力が減少する。
PPLN
ブロックが見つかった場合、マイナーの報酬は最後のマイニングプールで得られた成果に対して計算される。よってラウンドが短かった場合はマイナーの利益は多くなる傾向にある。
ソロマイニングプール
ソロマイニングプールは通常と同じだが、ブロック報酬がすべてのマイナーの間で分配されるのではなく、マイニングプール全体の報酬はブロックをみつけたマイナーのところだけが得られます。
ピアツーピアマイニングプール
ピアツーピアマイニングプールは、プールサーバーの責任を分散できマイニングプールの運営者が不正な行為を行ったりサーバーの障害がでることを防ぎます。マイナーはシェアチェーンと呼ばれるサイドブロックチェーン上で作業をします。この際、30秒に1つの速度まで難易度をさげてマイニングを行います。ブロックを発見したらビットコインのブロックチェーンに送信されブロックチェーンと合体します。そうなるとマイナーは報酬を得られます。この場合、マイナーはフルビットコインノードを行わなくてはならずハードウェアにかかる費用やネットワークが重さに耐えなくてはなりません。

## 取引手数料
一般的には仮想通貨ネットワークのブロックには取引手数料が含まれている。取引手数料はマイナーに支払われている。マイナー同士で手数料をシェアできたりできなかったりする。PPLNS、PPS+、FPPSは最も公平性のある方法でこれらはプールからの支払いにブロックを補助するおカネだけでなく取引手数料も含まれている。

## マルチプールマイニング
マルチプールはアルトコインを切り替えていくことでどのコインが最も採掘しやすいか計算している。このアルゴリズムの中にはブロック生成時間と取引所での価格という2つがある。あらゆるコインをマイニングすると異なるウォレットを用意しなくてはならずマイニングプールは最も主流なビットコインなどに自動的に交換されることもあります。この方法を使うと最も利益の上がるコインがマイニングされその通貨を単独で採掘するよりも意図した通貨をより多く通貨を得ることができる。また、この方法だとこの意図したコインの需要があがり、その価値が安定するという効果もある。
ハッシュパワーを販売する企業の中には、独自のマイニングプールを運営しているところもある。